# Сомало
Сомало (итал. Somalo, сомал. صومالي) — денежная единица Подопечной территории Сомали в 1950—1960 годах.

## История
25 мая 1950 года в качестве денежной единицы итальянской подопечной территории Сомали введено сомало, заменившее 1:1 находившийся обращении восточноафриканский шиллинг. На сомало обменивались также обращавшиеся параллельно с шиллингом итальянские денежные знаки номиналом до 2 лир.
Эмиссия сомало производилась учреждённой 8 апреля 1950 года Кассой денежного обращения Сомали. Касса находилась в Риме, начала операции 18 апреля того же года. 6 апреля 1959 года Касса переведена из Рима в Могадишо.
В 1960 году были объединены Британское Сомали и Подопечная территория Сомали и провозглашено независимое государство — Сомалийская Республика. 3 июня 1960 года Касса денежного обращения Сомали прекратила работу. В том же году денежной единицей Сомали объявлен сомалийский шиллинг, а 22 июня учреждён государственный Национальный банк Сомали.
Однако выпуск банкнот в сомалийских шиллингах был начат только в 1962 году, а монет — в 1967 году, банкноты и монеты в сомало продолжали использоваться в обращении.
15 декабря 1962 года начато изъятие из обращения банкнот в сомало и обмен их на сомалийские шиллинги 1:1. 31 декабря 1963 года банкноты в сомало утратили силу законного платёжного средства.

## Монеты и банкноты
Выпускались медные монеты в 1, 5, 10 чентезимо и серебряные монеты в 50 чентезимо и 1 сомало. Все монеты чеканились в Риме.
Выпускались банкноты в 1, 5, 10, 20 и 100 сомало.